# Gaine (architecture)
Pour les articles homonymes, voir gaine.
En architecture, une gaine est une enveloppe protectrice d'un conduit fournissant un passage protégé, accessible par trappe, pour des fils, des tubes, des canalisations. Elle  sert à la circulation des fluides (gaz, eau, électricité) dans l'édifice à travers les planchers (traversés avec des réservations, trous dans les dalles).

## Différents types de gaine
Il existe différents types de gaines dans un bâtiment, Les plus notables sont :
- une gaine de ventilation servant à alimenter les locaux en air frais et à évacuer l'air vicié vers l’extérieur (grâce à une VMC, par exemple)[2] ;
- une gaine de vide-ordures qui récolte les déchets ménagers des étages et aboutit au local poubelle[3] ;
- une gaine de désenfumage qui sert à évacuer les fumées d'un local en cas de combustion sans flamme ou d'incendie[4].

## Élément architectonique ou ornemental
La gaine est également un support s'amincissant du haut vers le bas sur lequel repose un buste, une statuette ou un objet mobilier. La gaine est également le nom de la partie inférieure des termes, qui sont des statues ne disposant pas de bras et ayant le plus souvent un rôle ornemental. Par extension, une caryatide en terme est appelée gaine,. La gaine apparait à la Renaissance, alors que la caryatide provient de l'architecture grecque antique.
Une colonne gainée comporte dans son fût une partie distincte (généralement la partie inférieure), appelée gaine. On parle de pilastre, de balustre en gaine, de figure engainée pour décrire le même phénomène.